# Watchman

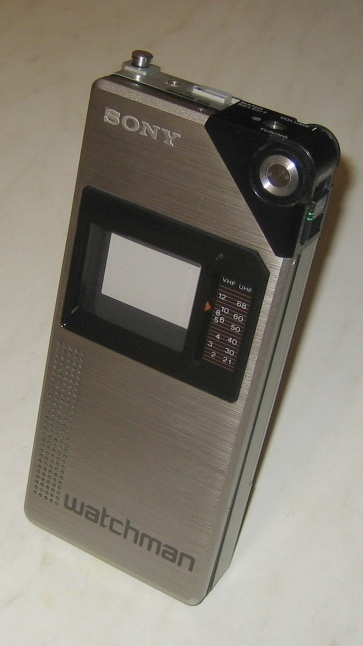
Sony Watchman FD-210BE

Schema der Bildröhre: 1.Bildschirm 2.Elektronenstrahl 3.Elektronenkanone

Watchman ist ein Warenzeichen von Sony für besonders kleine tragbare Fernsehgeräte („Taschenfernseher“). Der erste Sony-Watchman wurde unter der Modellbezeichnung FD-200 im Jahr 1982 vorgestellt. Bei der speziell konstruierten Flachbildröhre des Geräts wird die Bildinformation von unten auf die leicht schräg stehende Rückseite der Röhre projiziert. Die sichtbare Bilddiagonale beträgt 2 Zoll, das sind etwa 5 Zentimeter. Er misst 87 mm × 198 mm × 33 mm und wiegt ohne Batterien und Zubehör etwa 540 Gramm. Die Bildröhre selbst ist lediglich 16,5 mm dick. Zunächst wurde das Gerät in Japan zum Preis von 54.800 Yen (damals umgerechnet rund 560 DM) angeboten, kurze Zeit später unter der Bezeichnung FD-210 auch in den USA und Europa. Die Ausführung für den europäischen Markt (FD-210BE) war in fast allen Ländern Westeuropas funktionsfähig, lediglich in Frankreich scheiterte der Empfang an der dort verwendeten TV-Norm „L“.
In den darauf folgenden Jahren wurden mehr als ein Dutzend verschiedene Modelle mit der gleichen Bildröhrentechnik vorgestellt, die Diagonale wuchs dabei auf 3 und 4 Zoll (7,5 bzw. 10 cm). Am weitesten verbreitet sind die Modelle FD-2 und FD-10, jeweils mit der ursprünglichen 2-Zoll-Röhre. In Anlehnung an den Sports Walkman, einen wasserfesten Kassettenspieler aus dem Hause Sony, erschien 1986 sogar ein spritzwassergeschütztes Fernsehgerät, der Sports Watchman FD-45.
Im Jahr 1990 wurde der Watchman farbig, beim FDL-310 wich die Flachbildröhre erstmals einem farbigen Flüssigkristallbildschirm in Dünnfilmtransistortechnik. Dieser Bildschirm wurde später noch für eine Reihe weiterer Modelle eingesetzt, unter anderem für den „Fernseher-Bausatz“ FDL-330S, bei dem die gewünschten Einzelkomponenten (Bildschirm, Tuner, Lautsprecher, Batteriebox) je nach Bedarf zu einem würfelförmigen Objekt zusammengesetzt werden können.